# Jardín botánico de Augusta
El Jardín botánico de Augusta, en inglés: The Augusta Botanical Gardens (anteriormente conocido como Georgia Golf Hall of Fame Botanical Gardens), es un jardín botánico de 17 acres (69,000 m²) de extensión que se encuentra en Augusta, Georgia. 

## Localización
The Augusta Botanical Gardens Savannah river banks Augusta Richmond county, Georgia GA 30904 United States of America-Estados Unidos de América
Planos y vistas satelitales.33°28′12″N 81°58′30″O / 33.47000, -81.97500
Este jardín botánico está en ínterin hasta que se consoliden las decisiones sobre su futuro.

## Historia
Debido a problemas financieros, el "Georgia Golf Hall of Fame" cerró los jardines. La mayoría de las plantas se secaron, por falta de riego. El 6 de septiembre de 2007, las esculturas fueron trasladadas y almacenadas en un cobertizo de mantenimiento de la propiedad, donde permanecen hasta nuestros días. La propiedad sigue siendo propiedad del Estado, aunque no hay fondos para su mantenimiento.
El 6 de junio de 2009, después de una batalla legal muy publicitada con ocho agencias estatales, el "Georgia Golf Hall of Fame" permitió a un grupo de dos docenas de ciudadanos a entrar en la propiedad para cortar el césped. Los residentes de Augusta y sus alrededores siguen manteniendo parte de la propiedad de forma altruista gratuita, aunque el "Georgia Golf Hall of Fame" no les permitirá utilizar la propiedad excepto solamente para mantenerla.
Ha habido propuestas por parte de algunos funcionarios de la ciudad y por parte del gobernador de Georgia Sonny Purdue, para desarrollar algunos proyectos en las propiedades del jardín botánico tal como la construcción de un nuevo estadio de béisbol para el Augusta GreenJackets. El estadio propuesto, diseñado por Cal Ripkwn Jr. incorporaría los jardines en su diseño. Equipo directivo del nuevo estadio se propone mantener los jardines como parte de las responsabilidades de mantenimiento del estadio. 

## Colecciones
El jardín botánico hasta julio de 2007 albergaba:
- Jardín de exhibición de 8 acres (32,000 m²) a lo largo de la ribera del río Savannah
- Rosaleda con una colección de rosas con más de 800 variedades de rosas miniatura
- Una serie de esculturas de famosos golfistas tal como Raymond Floyd, Ben Hogan, Bobby Jones, Byron Nelson, Jack Nicklaus, y Arnold Palmer.